# Huszita helyesírás
A huszita helyesírás a 15. században alakult ki a huszita Biblia magyar fordítóinak köszönhetően. Ebben a helyesírás típusban minden hangot külön betű jelölt, a latinban hiányzó betűket pedig mellékjeles betűkkel pótolták, így mellékjeles írásmódnak is nevezzük.
A magyar írás latin betűs írás. A magyar helyesírás történetének kezdetén a szöveget írók arra törekedtek, hogy minél pontosabban alkalmazzák a latin írásjeleket a magyar hangrendszerre. A nyelvemlékekben a szövegek hangjelölése gyakran különbözött egymástól. Meghatározó volt a királyi kancellária helyesírása, melynek kezdetei a 11. századig nyúlnak vissza, és amely így egész helyesírás-történetünk kiindulópontjának tekinthető, és tovább él a huszita helyesírás mellett is. A magyar nyelv hangjait nem lehetett tökéletesen jelölni a latin ábécé betűivel.
Mivel az oklevelek írásához egyre tökéletesebb megoldást kerestek, egységes írásgyakorlatot igyekeztek kialakítani. Az első ilyen újszerű hangjelölést a Husz Jánosról elnevezett huszita Bibliában vezették be. Bár a huszita Biblia eredeti szövege megsemmisült, 3 kódexben maradt fenn a szöveg (Müncheni, Bécsi, Apor-kódex). A bibliafordítás korában Husz János tanítványai hozták létre, újszerű hangjelölést vezettek be. Ez a huszita vagy más néven mellékjeles hangjelölés a több hangból álló betűket mellékjelekkel használta. A mássalhangzók hosszúságát nem jelölték. Husz igyekezett kialakítani egy reguláris hangrendszert, amely az "egy hang - egy jel" szabályra épül.
A huszita Biblia hatása mai napig érződik betűrendszerünkben, minden hangot külön jel jelöl, és a mellékjelek használata is megmaradt, bár ez betűink csekély számára jellemző.

## Mellékjeles betűk a magyar ábécében
Áá Éé Íí j Óó Öö Őő Úú Üü Űű

## Mellékjeles betűk listája
Áá Àà Ăă Ắắ Ằằ Ẵẵ Ẳẳ Ââ Ấấ Ầầ Ẫẫ Ẩẩ Ǎǎ Åå Ǻǻ Ää Ǟǟ Ãã Ȧȧ Ǡǡ Ąą Āā Ảả Ȁȁ Ȃȃ Ạạ Ặặ Ậậ Ḁḁ Ⱥⱥ ᶏ Ḃḃ Ḅḅ Ḇḇ Ƀƀ ᵬ ᶀ Ɓɓ Ƃƃ Ćć Ĉĉ Čč Ċċ Çç Ḉḉ Ȼȼ Ƈƈ ɕ Ďď Ḋḋ Ḑḑ Ḍḍ Ḓḓ Ḏḏ Đđ ᵭ ᶁ Ɖɖ Ɗɗ ᶑ Ƌƌ ȡ Éé Èè Ĕĕ Êê Ếế Ềề Ễễ Ểể Ěě Ëë Ẽẽ Ėė Ȩȩ Ḝḝ Ęę Ēē Ḗḗ Ḕḕ Ẻẻ Ȅȅ Ȇȇ Ẹẹ Ệệ Ḙḙ Ḛḛ Ɇɇ ᶒ Ḟḟ ᵮ ᶂ Ƒƒ Ǵǵ Ğğ Ĝĝ Ǧǧ Ġġ Ģģ Ḡḡ Ǥǥ ᶃ Ɠɠ Ĥĥ Ȟȟ Ḧḧ Ḣḣ Ḩḩ Ḥḥ Ḫḫ H̱ẖ Ħħ Ⱨⱨ Íí Ìì Ĭĭ Îî Ǐǐ Ïï Ḯḯ Ĩĩ İi Įį Īī Ỉỉ Ȉȉ Ȋȋ Ịị Ḭḭ Iı Ɨɨ ᵻ ᶖ Ĵĵ ǰ ȷ Ɉɉ ʝ ɟ ʄ Ḱḱ Ǩǩ Ķķ Ḳḳ Ḵḵ ᶄ Ƙƙ Ⱪⱪ Ĺĺ Ľľ Ļļ Ḷḷ Ḹḹ Ḽḽ Ḻḻ Łł Ŀŀ Ƚƚ Ⱡⱡ Ɫɫ ɬ ᶅ ɭ ȴ Ḿḿ Ṁṁ Ṃṃ ᵯ ᶆ ɱ Ńń Ǹǹ Ňň Ññ Ṅṅ Ņņ Ṇṇ Ṋṋ Ṉṉ ᵰ Ɲɲ Ƞƞ ᶇ ɳ ȵ N̈n̈ Óó Òò Ŏŏ Ôô Ốố Ồồ Ỗỗ Ổổ Ǒǒ Öö Ȫȫ Őő Õõ Ṍṍ Ṏṏ Ȭȭ Ȯȯ Ȱȱ Øø Ǿǿ Ǫǫ Ǭǭ Ōō Ṓṓ Ṑṑ Ỏỏ Ȍȍ Ȏȏ Ơơ Ớớ Ờờ Ỡỡ Ởở Ợợ Ọọ Ộộ ᶗ Ɵɵ Ṕṕ Ṗṗ Ᵽᵽ ᵱ ᶈ Ƥƥ P̃p̃ ʠ Ɋɋ Ŕŕ Řř Ṙṙ Ŗŗ Ȑȑ Ȓȓ Ṛṛ Ṝṝ Ṟṟ Ɍɍ ᵲ ᶉ ɼ Ɽɽ ɾ ᵳ Śś Ṥṥ Ŝŝ Šš Ṧṧ Ṡṡẛ Şş Ṣṣ Ṩṩ Șș ᵴ ᶊ ʂ ȿ S̩s̩ Ťť T̈ẗ Ṫṫ Ţţ Ṭṭ Țț Ṱṱ Ṯṯ Ŧŧ Ⱦⱦ ᵵ ƫ Ƭƭ Ʈʈ ȶ Úú Ùù Ŭŭ Ûû Ǔǔ Ůů Üü Ǘǘ Ǜǜ Ǚǚ Ǖǖ Űű Ũũ Ṹṹ Ųų Ūū Ṻṻ Ủủ Ȕȕ Ȗȗ Ưư Ứứ Ừừ Ữữ Ửử Ựự Ụụ Ṳṳ Ṷṷ Ṵṵ Ʉʉ ᵾ ᶙ Ṽṽ Ṿṿ ᶌ Ʋʋ ⱴ Ẃẃ Ẁẁ Ŵŵ W̊ẘ Ẅẅ Ẇẇ Ẉẉ Ẍẍ Ẋẋ ᶍ Ýý Ỳỳ Ŷŷ Y̊ẙ Ÿÿ Ỹỹ Ẏẏ Ȳȳ Ỷỷ Ỵỵ ʏ Ɏɏ Ƴƴ Źź Ẑẑ Žž Żż Ẓẓ Ẕẕ Ƶƶ ᵶ ᶎ Ȥȥ ʐ ʑ ɀ Ⱬⱬ